# Línea 70 (EMT Valencia)

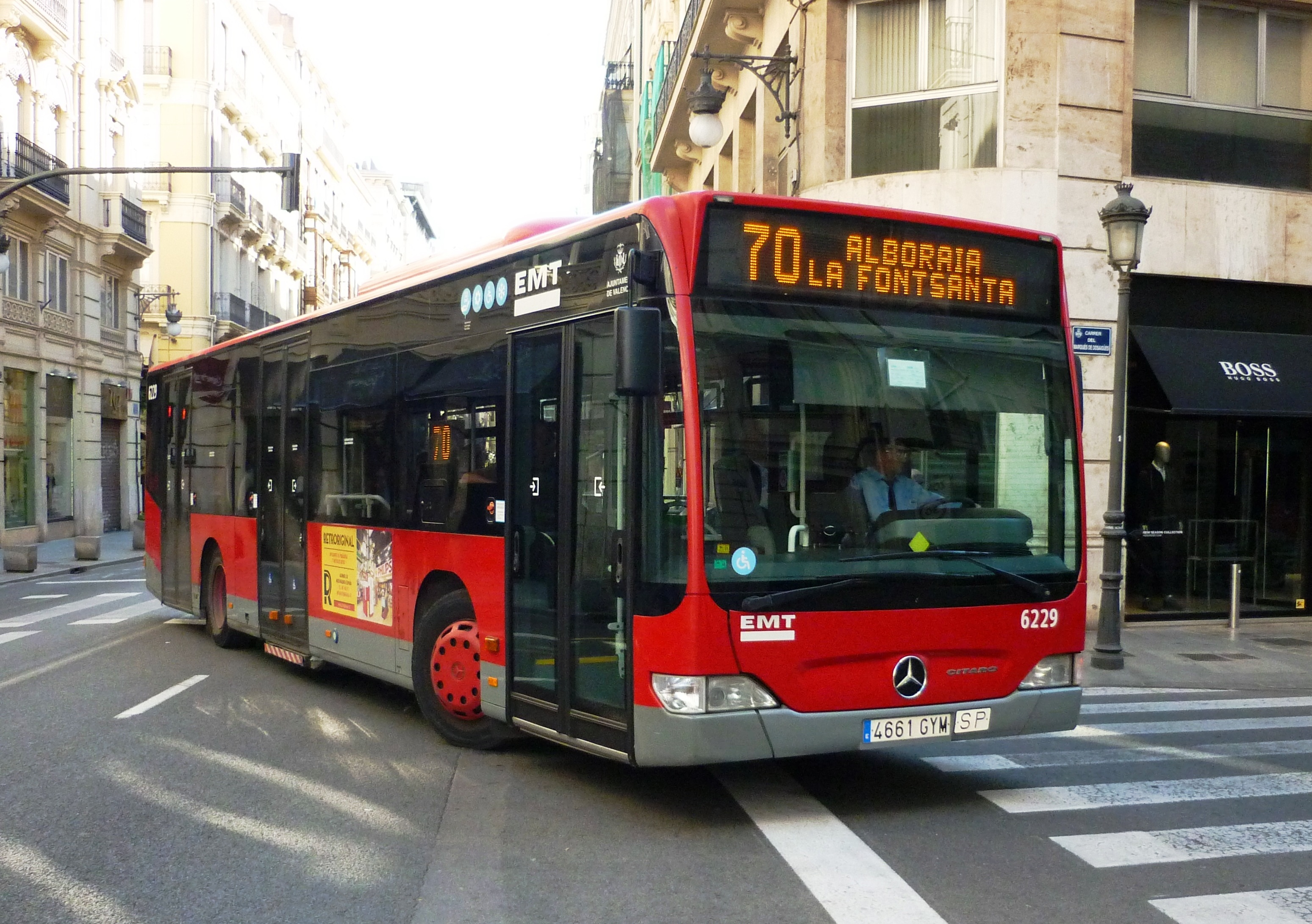
Autobús de la Línea 70.

La línea 70 La Fontsanta-Alboraia de la EMT de Valencia es una línea de autobús que une el barrio de la Fontsanta, pasando por el Hospital General y la Plaza del Ayuntamiento, con el barrio del Palmaret en el municipio de Alboraya.

## Recorrido
Dirección La Fontsanta: Av. Orxata (Alboraya), Alfahuir, Valladolid, Dolores Marqués, Cabanilles, General Elío, Tetuán, Paz, Reina, Ayuntamiento, Avenida del Oeste, Àngel Guimerà, Linares, Avenida del Cid, Tres Cruces, Escultor Salzillo.
Dirección Alboraia: Escultor Salzillo, Colonia Española de México, Tres Forques, Tres Cruces, Av.Cid, San José de Calasanz, San Francisco de Borja, San Vicente Mártir, Ayuntamiento, Pintor Sorolla,Palacio Justicia, Alameda, General Elío, Blasco Ibáñez, Jaume Roig, Emilio Baró, Valladolid, Alfahuir, Av. Orxata (Alboraya).

## Historia
Se inauguró en 1964. En 1966 su recorrido unía solo Barón de Cárcer (Avenida del Oeste) en la Calle Huesca, hasta la Avenida del Cid. No fue hasta el 12 de febrero de 1967 cuando desde la calle Alboraya se amplió el recorrido a Benimaclet. Más tarde en febrero de 1974 se autoriza por parte del ayuntamiento el recorrido por General Elío, Jaume Roig hacia Emilio Baró dejándolo de hacer por la Calle Alboraya debido a que una línea recién creada ,la 69, pasaría por dicho vial. Se realizó una ampliación más por el barrio de Benimaclet el 23 de noviembre de 1982 dejando la cabecera de la calle Leonor Jovani ampliando el recorrido por la Avenida Valladolid, Mistral y con cabecera en la calle Francisco Martínez. A finales de los años 80 se amplió el recorrido a Alboraya. Debido a la transformación en sentido único de la calle Emilio Baró ,en dirección Fontsanta hace el recorrido por la calle Dolores Marqués. El 15 de octubre de 2009 cambia el recorrido en Alboraya, por remodelación de direcciones cambiando la calle Diputació por Botànic Cabanilles para salir a la calle Benimaclet y volver a la Av. de la Orxata por la calle Mestre Serrano en vez de por la Av. Ausiàs March. El 20 de enero de 2011 se producen cambios tanto en la zona de la Fontsanta como de Benimaclet , pues desde Escultor Salzillo pasa a tomar la calle Colonia de México, Tres Forques y Tres Cruces dejando el itinerario de la calle Casa Misericordia. En lo que respecta a Benimaclet pasa a tomar en ambas direcciones las calles Valladolid y Alfahuir. El 23 de noviembre de 2011 acorta el recorrido regulando en la estación del Palmaret, haciendo paradas solo en la Avenida de la Orxata.

## Otros datos
| Líneas de autobuses que prestan servicio en Valencia |               |                  |
| Línea anterior:                                      | Línea actual: | Línea siguiente: |
| 67 Línea 67                                          | 70 Línea 70   | 71 Línea 71      |